# Kaansoo

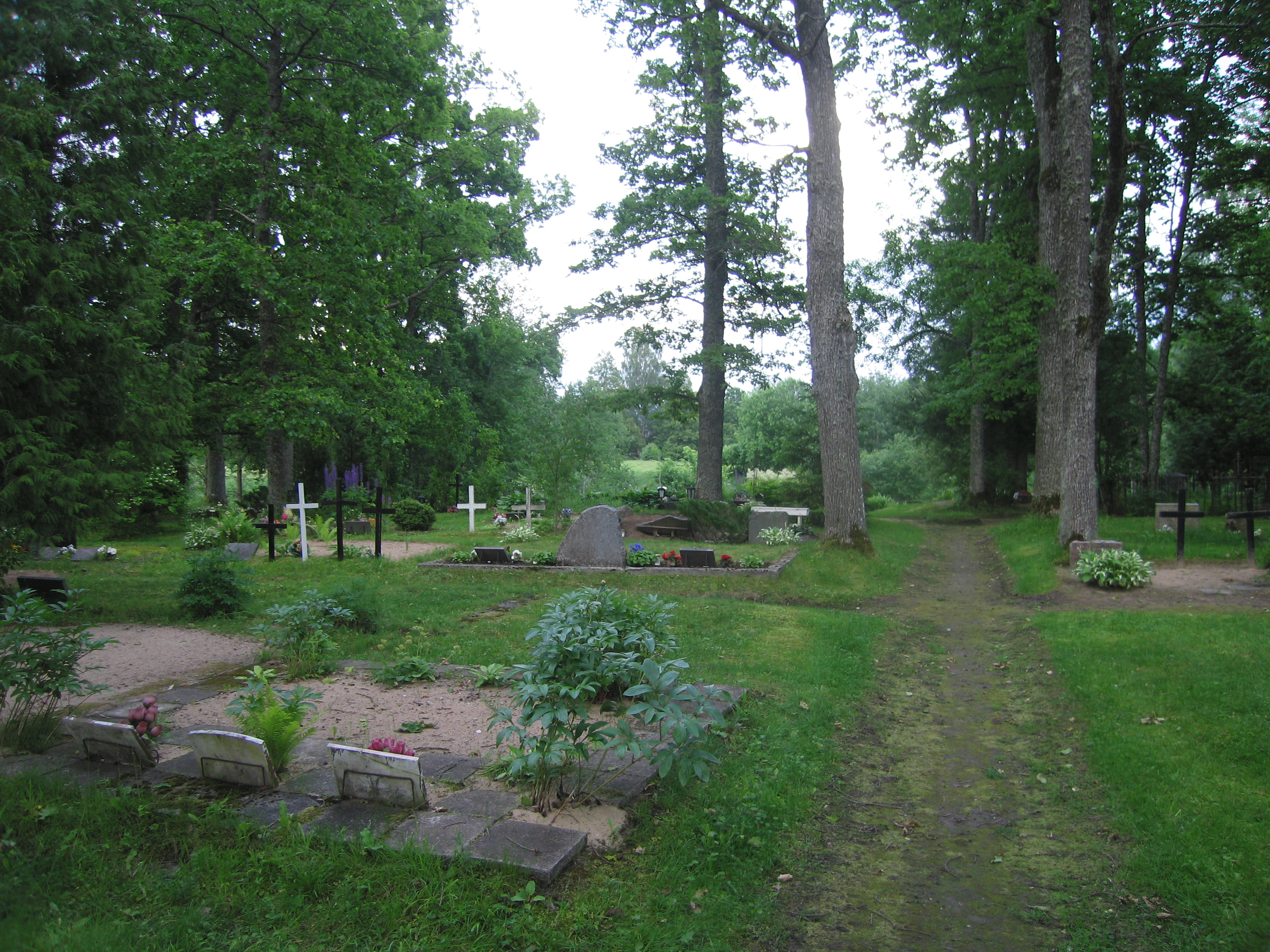
Kaansoo

Kaansoo – wieś w Estonii, w prowincji Parnawa, w gminie Vändra.